# Raadhuis van Aalsmeer
Het Raadhuis is het gemeentehuis van de gemeente Aalsmeer aan het Raadhuisplein 1 in de Nederlandse provincie Noord-Holland. Het gebouw is ontworpen door de Aalsmeerse architect Johannes Fake Berghoef (1903-1994) en geopend in 1962.

## Geschiedenis
Het raadhuis had voorgangers, het eerste raadshuis uit 1619 met trapgevel werd in 1780 vervangen door het "Oude Raadshuis" een pand dat nog bestaat en een monument is.

## Kunstwerken en plaquettes
- Aan de kant van het Drie Kolommenplein is een oorlogsmonument uit 1945 ingemetseld.[2]

In 1962, het jaar dat het nieuwe raadhuis geopend werd, en 1963 zijn onder meer de volgende werken geplaatst:
- Aan de waterkant is een stenen reliëf van de beeldhouwer Jan Willem Rädecker aangebracht met een leeuw met een aal (paling), uit het wapen van Aalsmeer.
- Aan het bordes is een plaquette van Theo Kurpershoek bevestigd met een gedicht van J.W. Schulte Nordholt: Sinds het gescheiden is / Het water en het land ...
- Op een hoge paal op het Raadhuisplein staat een bronzen beeldje van Flora, van de hand van Teun Roosenburg.

Galerij
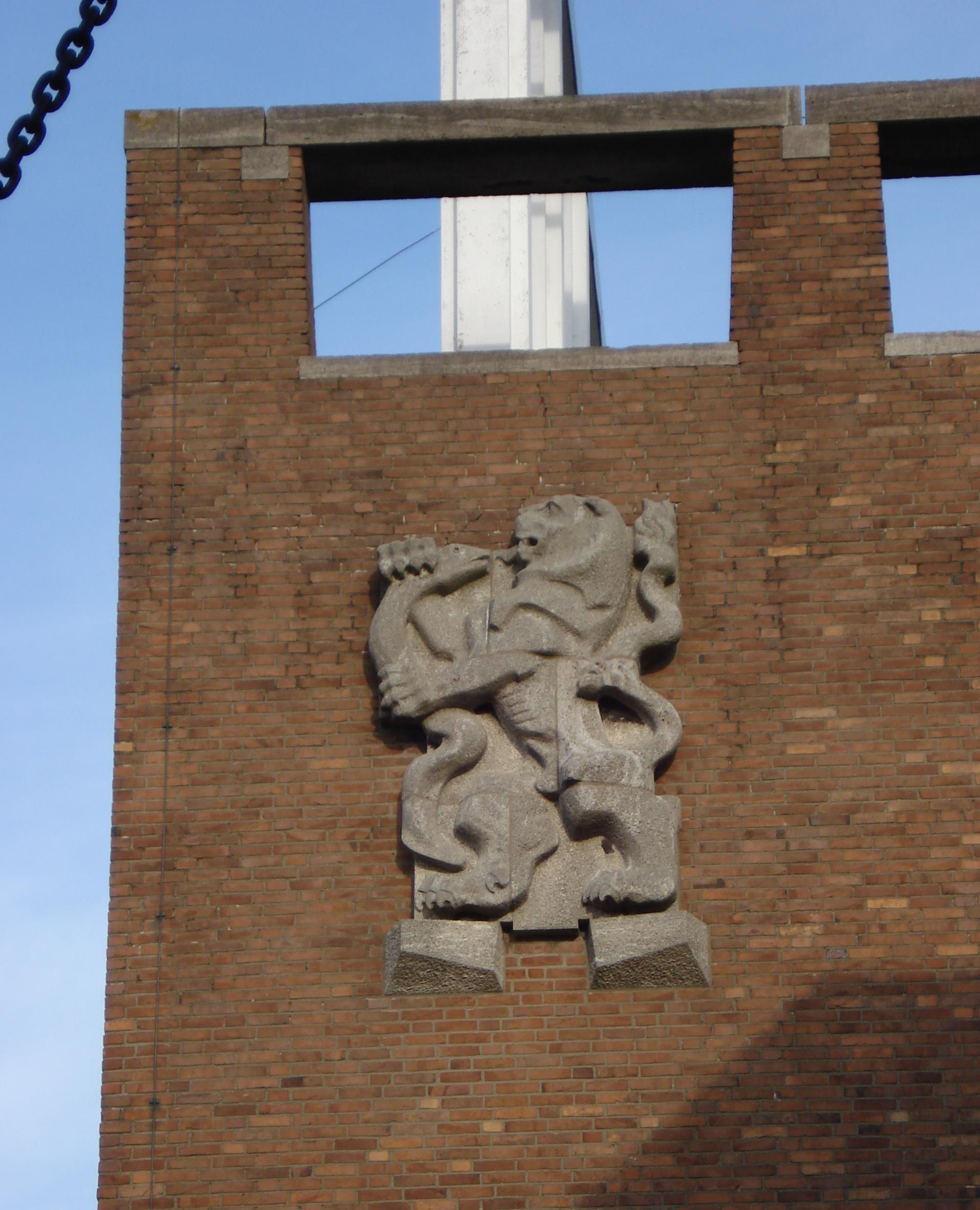
Leeuw met aal van Aalsmeer
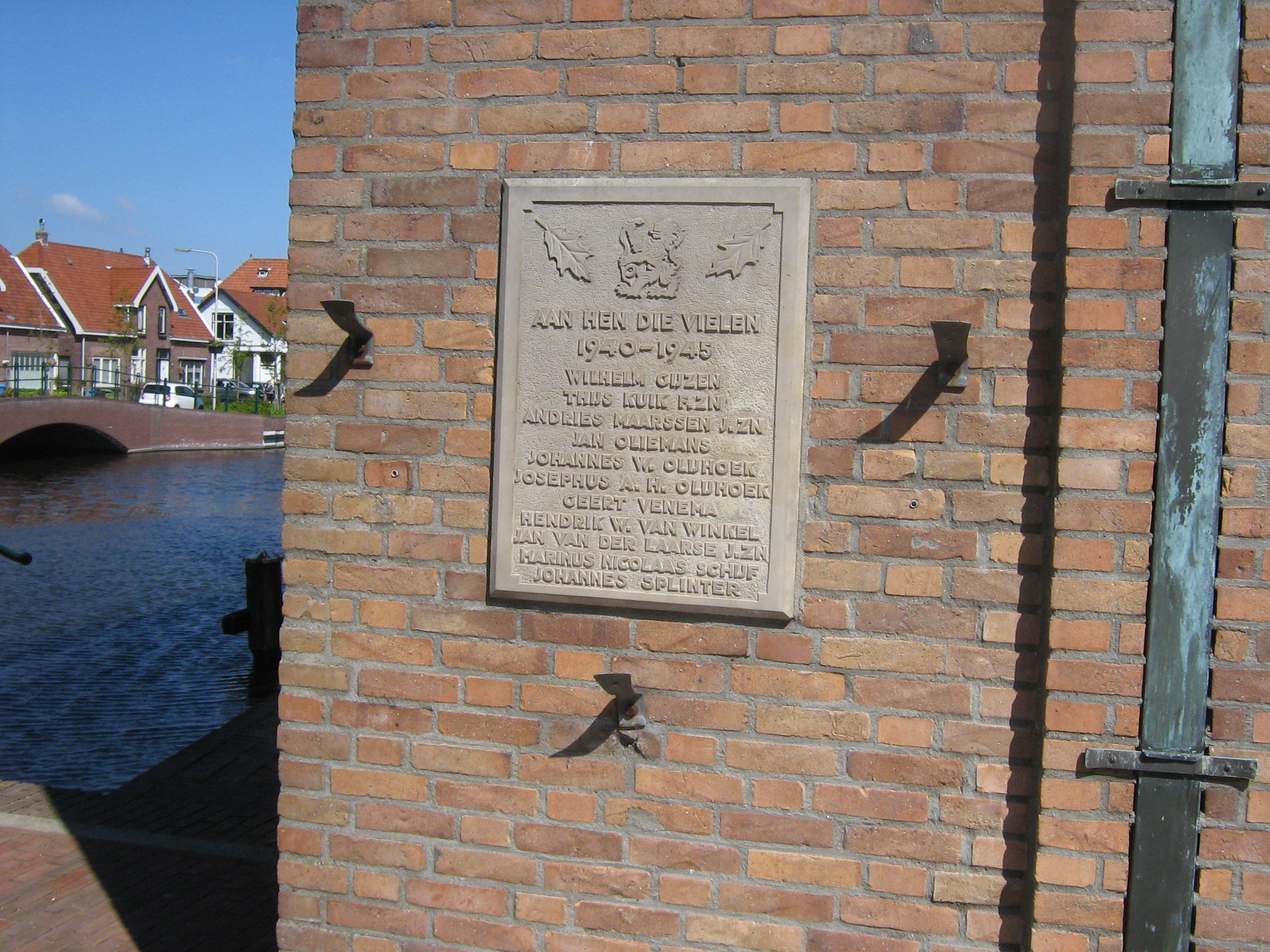
Aan hen die vielen, 1940-'45, gedenksteen
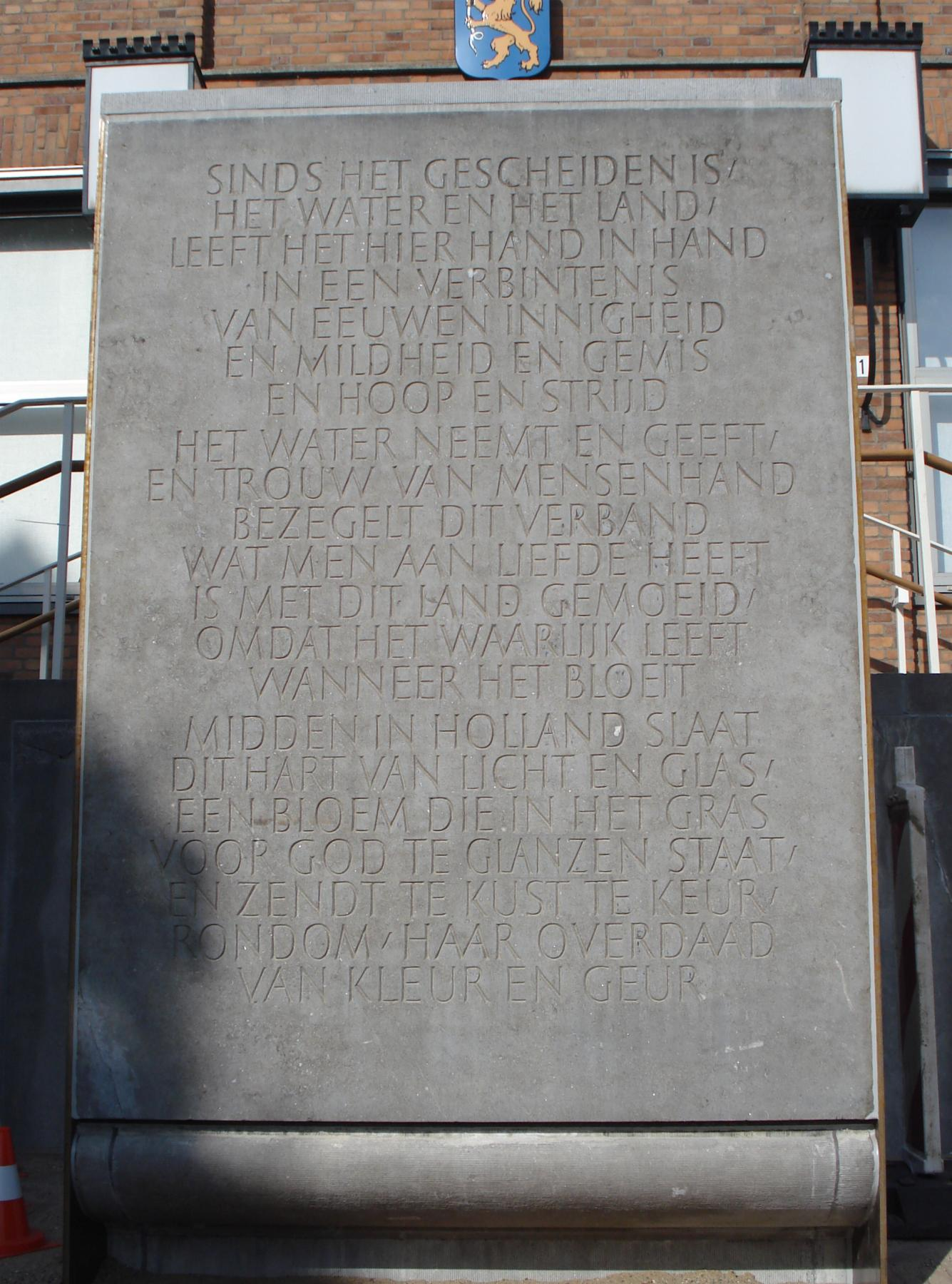
Gedicht in steen
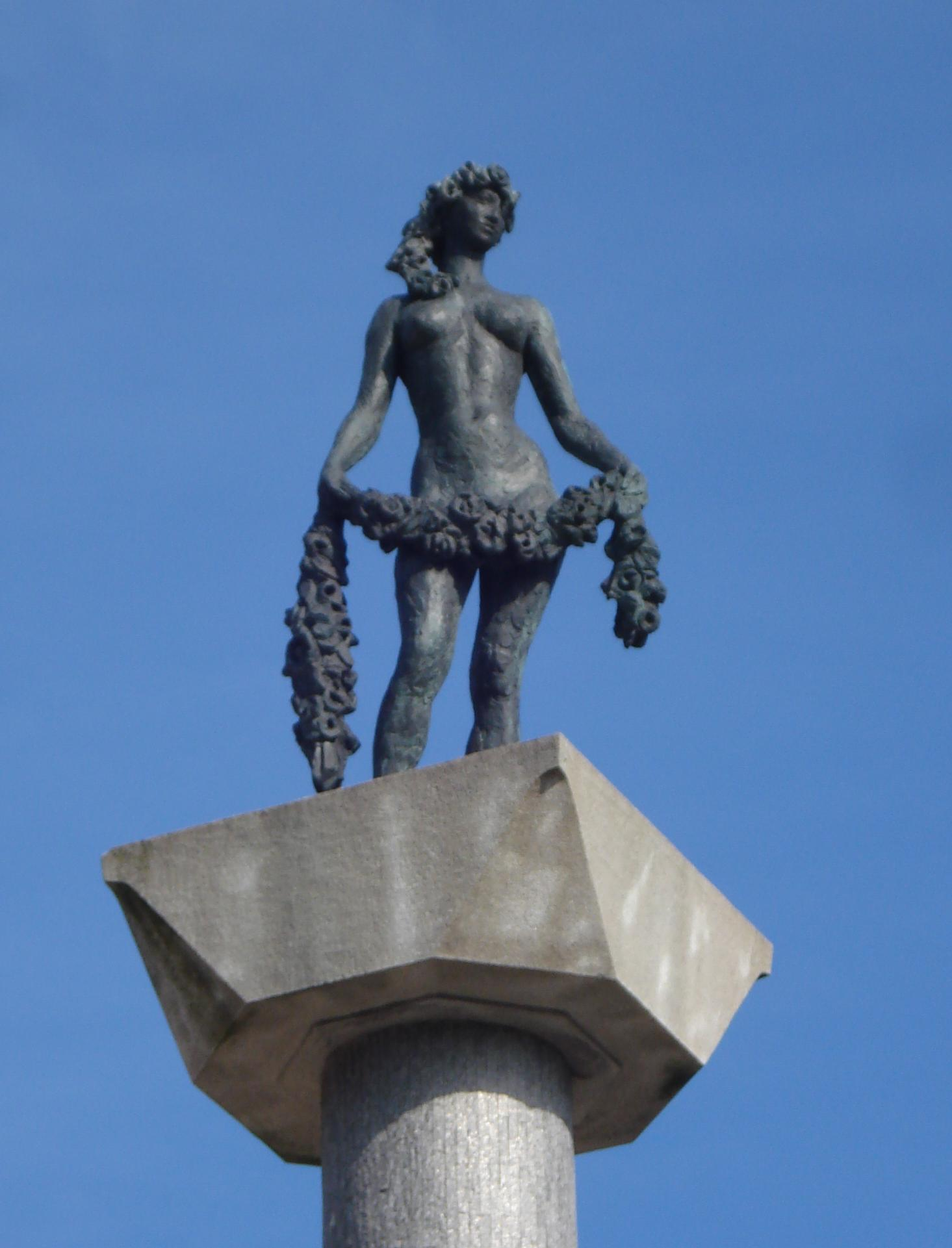
Flora